# ليس مال أحد
ليس مال أحد (بالإنجليزية: Nobody's Money)‏ هو فيلم أبيض وأسود كوميدي أمريكي ضائع إنتاج عام 1923، من إخراج والاس ورسلي وكتبه بيولا ماري ديكس استنادًا إلى مسرحية تحمل الاسم نفسه لوليام ليبارون. الفيلم من بطولة جاك هولت ، واندا هاولي ، وهاري ديب ، وروبرت سكابل ، ووالتر ماكغريل ، وجوزفين كروويل ، وجوليا فاي. تم إصدار الفيلم في 28 يناير 1923 بواسطة شركة باراماونت بيكتشرز. عمل المخرج المستقبلي هنري هاثاواي كمساعد في هذا الفيلم.